# Vörös szalagoskígyó

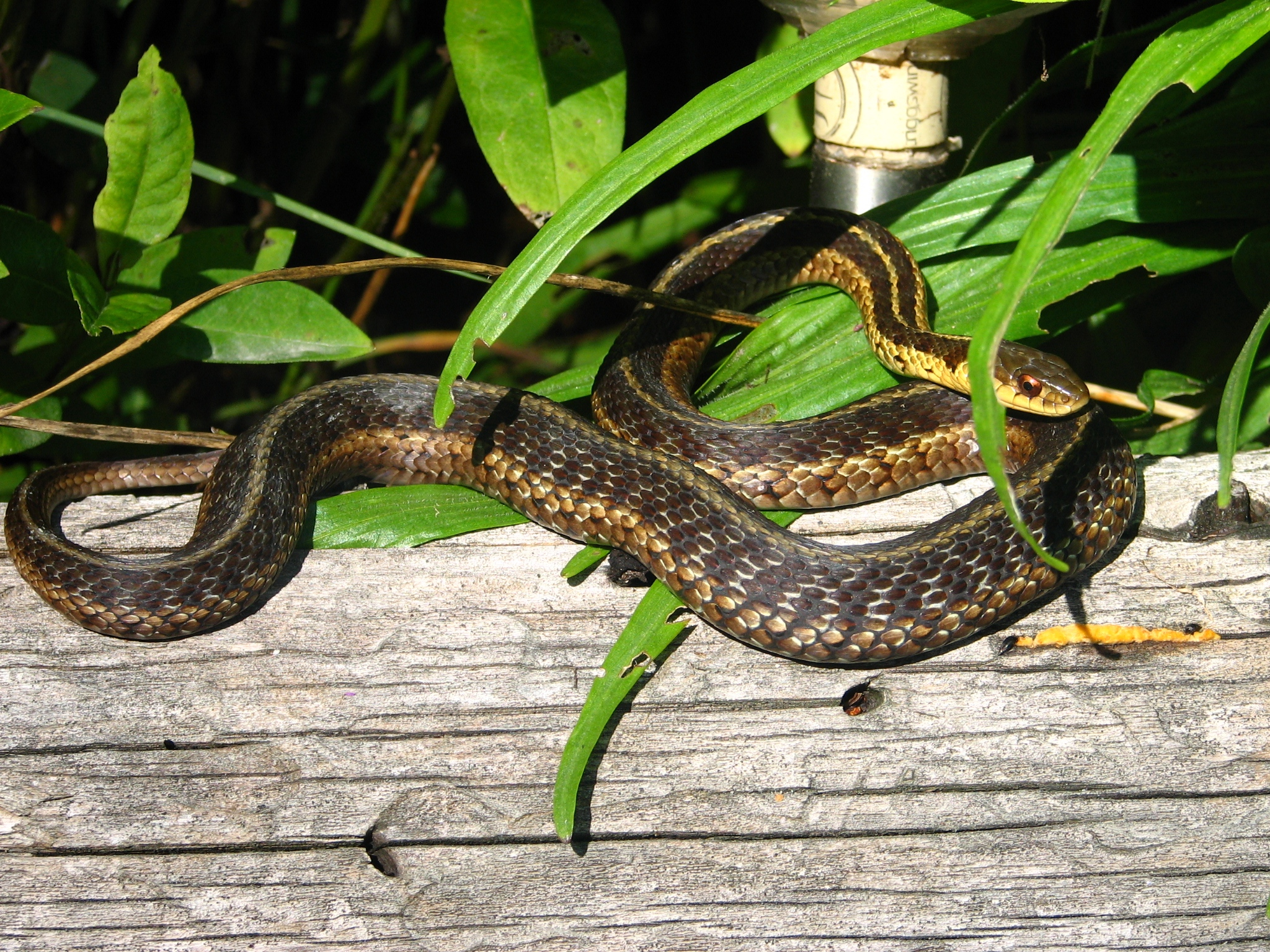
Thamnophis sirtalis sirtalis

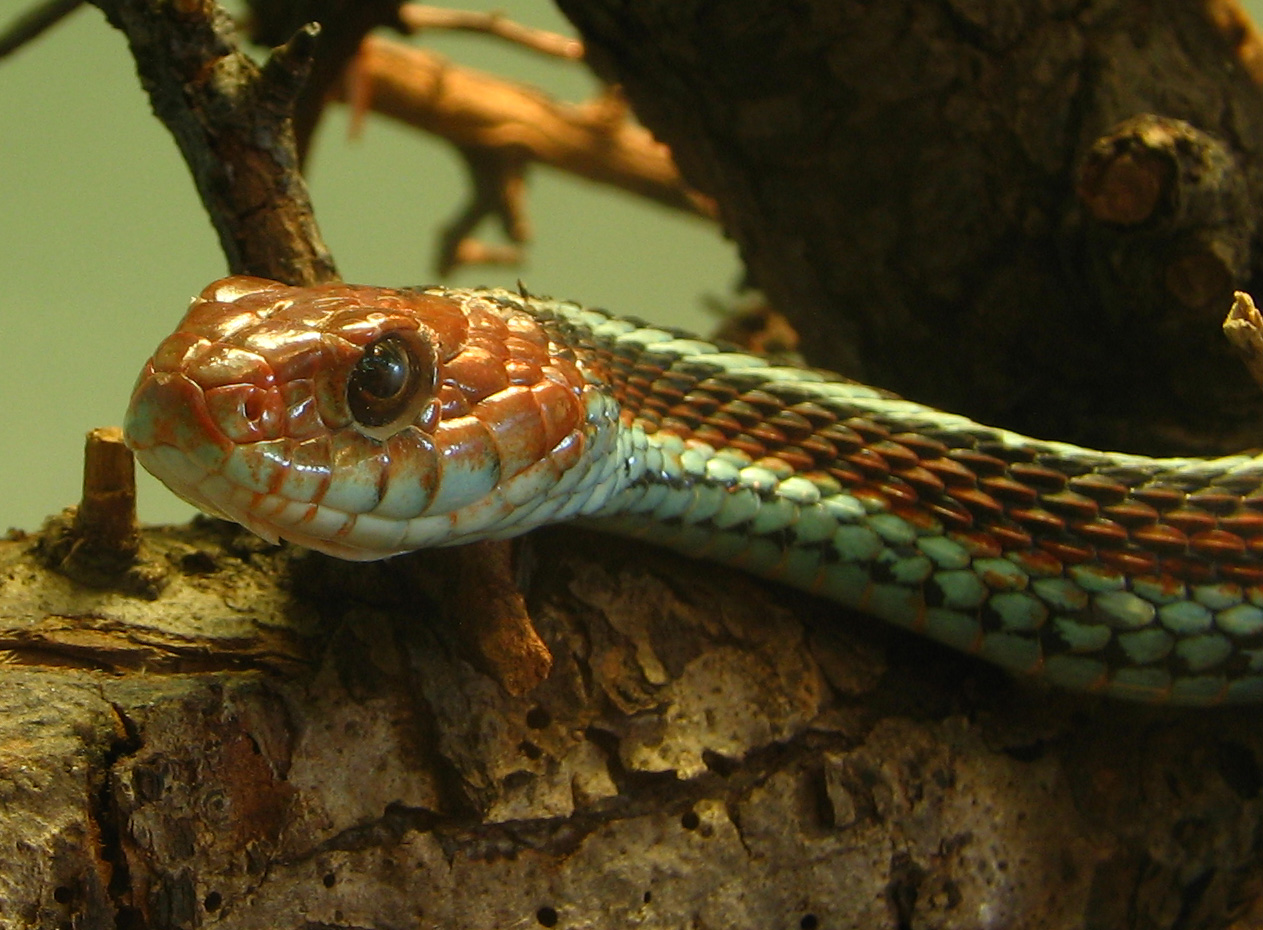
Thamnophis sirtalis tetrataenia

A vörös szalagoskígyó (Thamnophis sirtalis) a hüllők (Reptilia) osztályának pikkelyes hüllők (Squamata) rendjébe, ezen belül a siklófélék (Colubridae) családjába tartozó faj.

## Előfordulása
A vörös szalagoskígyó elterjedési területe Észak-Amerikában van és tengerparttól tengerpartig húzódik, észak-déli irányban Dél-Kanadán és az Amerikai Egyesült Államokat átszelve Mexikóig nyúlik. A legtöbb alfaját nem fenyegeti veszély.

## Alfajai
- Thamnophis sirtalis annectens
- Thamnophis sirtalis concinnus
- Thamnophis sirtalis dorsalis
- Thamnophis sirtalis fitchi
- Thamnophis sirtalis infernalis
- Thamnophis sirtalis pallidulus
- Thamnophis sirtalis parietalis
- Thamnophis sirtalis pickeringii
- Thamnophis sirtalis semifasciatus
- Thamnophis sirtalis similis
- Thamnophis sirtalis sirtalis
- Thamnophis sirtalis tetrataenia

## Megjelenése
Az állat hossza 55–75 centiméter közötti, a hím kisebb, mint a nőstény. Számos alfaja sokféle színű és méretű lehet.

## Életmódja
Ősszel több száz egyedből álló csapatok verődnek össze, hogy közösen töltsék a téli időszakot. Tápláléka békák, varangyok, halak, szalamandrák, kisebb emlősök és madarak. A vörös szalagoskígyó legfeljebb 12 évig él.

## Szaporodása
Az ivarérettséget 2-3 éves korban éri el. A szaporodási időszak tavasszal van. Párzáskor több hím tekeredik rá egyetlen nőstényre, ezért olykor összegabalyodnak a riválisok. A kígyó elevenszülő. A megtermékenyített tojások az anyaállat testében fejlődnek és kelnek ki. Az utódok körülbelül 3 hónap elteltével születnek meg. Egy nőstény 3-85 utódot hozz a világra.